# Pictou (miasto)
Pictou – miasto (town) w kanadyjskiej prowincji Nowa Szkocja, ośrodek hrabstwa Pictou, nad zatoką Pictou Harbour, podjednostka podziału statystycznego (census subdivision). Według spisu powszechnego z 2016 obszar miasta to: 8,01 km², a zamieszkiwało wówczas ten obszar 3186 osób (gęstość zaludnienia 397,6 os./km²), natomiast cały obszar miejski (population centre) zamieszkiwało 2711 osób.
Miejscowość, której nazwa (zachowana pomimo prób zmian na: Coleraine, New Paisley, Alexandria, Donegal, Teignmouth, Southampton czy Walmsley) pochodzi od nazwy zatoki, najpierw w 1767, a następnie 15 września 1773 stała się celem dwóch pierwszych grup osadników – odpowiednio z Pensylwanii (na brygantynie Betsey) i ze szkockiego Loch Broom oraz znad rzeki Clyde (na statku Hector) – by osiedlić się na tych ziemiach, nadanych w 1763 Philadelphia Company. Do końca pierwszej ćwierci XIX w. Pictou była bazą dla rozprzestrzeniania się Szkotów po północno-wschodniej części półwyspu Nowa Szkocja i ośrodkiem ich dziedzictwa (Hector National Exhibit Centre, Sherbrooke Cottage), w 1873 otrzymała status miasta (town).